# Péninsule de Sorrente
Pour les articles homonymes, voir Penisola Sorrentina.

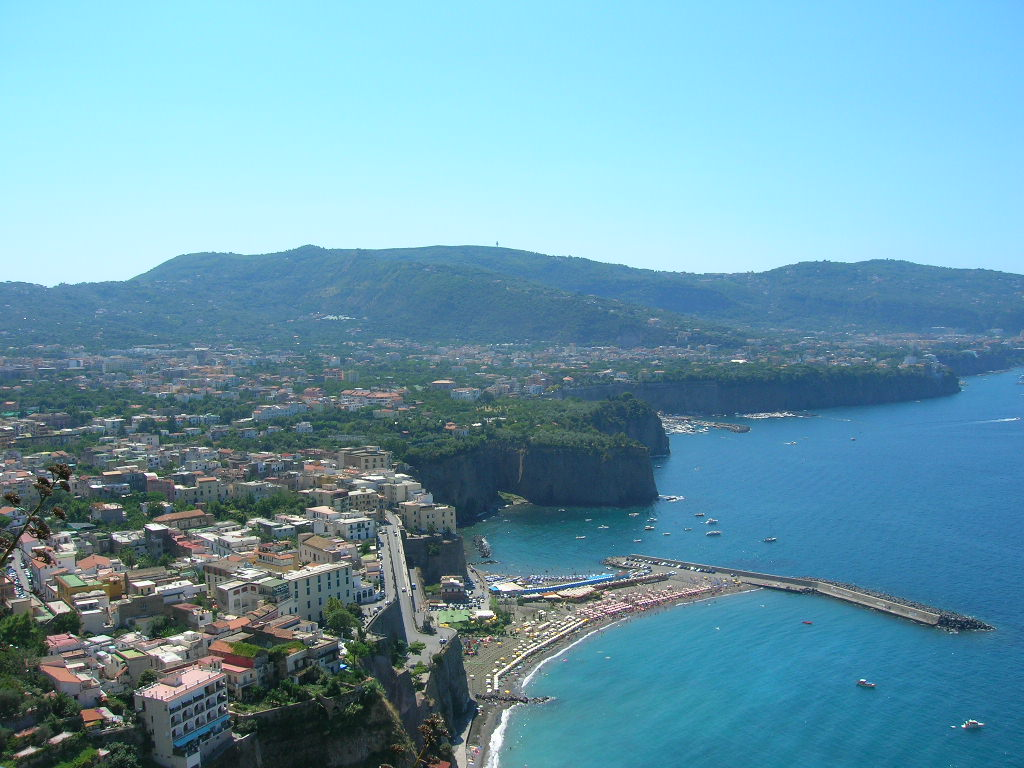
Vue de Meta avec en arrière-plan le reste de la péninsule de Sorrente.

La péninsule de Sorrente ou péninsule de Sorrento (Penisola sorrentina en italien) est une péninsule italienne s'avançant dans la mer Méditerranée en direction de l'ouest-sud-ouest. 
Elle délimite la baie de Naples au nord-ouest du golfe de Salerne au sud. Partie de la Campanie, elle abrite notamment la ville de Sorrente, d'où son nom.